# Pseudosinella occidentalis
Pseudosinella occidentalis is een springstaartensoort uit de familie van de Entomobryidae. De wetenschappelijke naam van de soort is voor het eerst geldig gepubliceerd in 1976 door Dallai.